# Los Caños (banda)
El principio de Los Caños fué en una chirigota infantil  de Cádiz llamado Pueblo Gitano. Más tarde, en 1998, para participar en el concurso Veo Veo de Teresa Rabal, formaron un grupo integrado por 12 componentes llamado Pan Tostaíto (Entre los que se encontraban los propios componentes del grupo, David Aparicio, Andrés Morales "Andy" de Andy y Lucas, y Pablo Iglesias de Decai), que ya formaban parte de Pueblo Gitano y que acrecienta su popularidad en Cádiz, donde son asediados por las chicas y su club de Fans, gracias a sus directos y apariciones en programas de televisión. Con estos precedentes, surge la idea de crear un grupo, con menos componentes y lanzarse al mercado musical. El grupo pasa a llamarse en 1999 Akena y lo forman solo Kiko, Javi, Juande y David Aparicio que en esta corta etapa es el vocalista principal. La grabación de una maqueta con tres temas, los cuales son Sin Pensar (tema regrabado luego en 2001 para la edición especial del primer disco del trío), Niña Piensa En Tí y Una Vida Por Delante y el éxito que supuso la presentación en directo del grupo en las fiestas de Cádiz fue lo que convenció al grupo para dar el paso definitivo.
Pep's Records escuchó las voces de estos tres adolescentes, Javi, Juande y Juan Manuel Gaviño "Kiko" en el año 2000, y decidió hacer realidad el sueño de estos gaditanos, editar su primer disco Los Caños, con el que contagiaron al público más joven con su Virus del amor, consolando a las chicas en las rupturas con Niña Piensa en Ti o versionando temas míticos de Julio Iglesias o Albert Hammond. Contó con la colaboración de Nacho Campillo de Tam Tam Go y David Demaría en las composiciones.
Contaría con una edición especial en 2001 con un dueto de Niña Piensa en Tí con Susanna del Río, un tema inédito que ya pertenecía a la formación anterior del grupo Akena: "Sin Pensar" y una versión con otra instrumental de "El Virus del Amor" ideada por Nacho Campillo, su compositor.
Ese mismo año 2001, el grupo logra obtener el Premio Amigo (actualmente Premio Odeón) al mejor grupo revelación. 
Luego en el 2002 sus sueños se siguen haciendo realidad y tuvieron en la calle su segundo trabajo discográfico Agua de Luna. El primer sencillo fue "Sin decirnos nada", el segundo fue "A lo mejor me querías". David Demaría siguió componiendo para el trío y se le sumaría El Arrebato para "Nena, dime por qué" y el dúo Camela para "Ella Es" (dueto que hacen con Susanna del Río). Los propios componentes también componen 3 de los 13 temas del álbum. "Sentir Como Yo Siento" está escrita por Javi, "Qué Puedo Hacer" por Juande, y "Huellas En Mi Corazón" por Juande y Kiko con la ayuda de David Demaría.
En 2003 sacan su último disco como tal llamado Los Locos Somos Así , el cual comienza comercializándose con el tema "Tú no sabes" compuesto por David Summers (Hombres G) y sube su popularidad con "Bailar en Tu Boca" el single estrella compuesto por José Flores.
En 2003 estuvieron dispuestos a participar en el disco solidario de Tony Aguilar "Tony Aguilar y Amigos" en el que participaron en dos temas, el grupal que fue single: "Latido Urbano" y su canción con el propio Tony en el CD, la balada "Quiero Ser Yo" 
El grupo sacó un DVD con todos sus vídeos.
El grupo tiene disponible en YouTube un par de conciertos disponible de la era Agua de Luna, especialmente el concierto en Oviedo emitido por Sol Música.
Raramente en su último videoclip grabado "De Qué Manera" sólo aparecen Kiko y Juande. Por lo visto Javi ya dejó el grupo antes del recopilatorio "Lo Mejor de Los Caños", un recopilatorio lanzado en 2005 con CD + DVD en el que se recopilan grandes éxitos, algunas versiones con sus compositores, temas inéditos, fotos, actuaciones en directo y todos sus videoclips incluyendo el del tema inédito "De Qué Manera".
El trío se separa a mediados del 2005 para experimentar nuevas cosas. Desde ahí, Javi se fué a vivir a Suiza y a hacer el servicio militar, y Juande siguió en la música haciendo de productor musical. Kiko se unió a su hermana Shara y formaron el dúo Kiko & Shara, que sigue en la actualidad aunque tuvieron un parón en el que Kiko aprovechó y lanzó dos álbumes en solitario, "Ahora" en 2011 y "Cosas Mías" en 2012.
Sus inicios parece ser que se remontan a una quedada en Granada.
Este fenómeno fan no solo afectó a los componentes del grupo. Shara, como hermana de Kiko también lo vivió en su día a día. “Tenía 12 años y estaba en el instituto y claro, yo era “la hermana de Kiko” comenta la artista. Las niñas se acercaban a mí por mi hermano, venían a buscarme a casa por mi hermano, todo era por mi hermano” relata Shara quien se convirtió en la chica más conocida de su instituto.  
Pero al contrario que muchos artistas, Kiko se siente muy orgulloso de su primera etapa como cantante y no le importa hablar de ello. “Cuando salieron Los Caños no había artistas como nosotros en este país” confiesa Kiko. Tanto el cantante en su etapa en grupo, como en la que sigue viviendo con su hermana, marcaron el comienzo de una música romántica con toque andaluz que ha sido seguida por muchos artistas.  
El 11 de noviembre de 2024 se anunció la vuelta del grupo, con un concierto único de despedida el 15 de junio de 2025 en el Icónica Santalucía Fest de Sevilla. En un principio iban a ser 2 conciertos en el Cartuja Center Cite el 14 de marzo y el 5 de abril, pero según las declaraciones de Kiko y del grupo en un comunicado, se les ofreció realizar el concierto en un recinto más grande y en otra fecha para las personas que no hayan podido comprar su entrada. "Se lo debíamos a nuestra gente" comentaron en recientes entrevistas. También declaran sobre las especulaciones sobre la vuelta definitiva del grupo: "No sabemos que ocurrirá el día de mañana. Por ahora vamos a disfrutar con nuestra gente con la música, por la nostalgia y para recordar, y ya veremos después qué es lo que vendrá. No pensamos en nada más allá por ahora."
El 11 de febrero de 2025 las redes oficiales del grupo transmiten en redes sociales una de las noticias más esperadas por su público: los conciertos únicos se convierten en una gira de despedida a la que han llamado "20 años pensando en tí" con la ya confirmación de varias ciudades de España en las que tendrán concierto además de los de Sevilla, aunque aún hay más fechas y ciudades por confirmar.
La gira se sabe que correrá a cargo de la dirección musical del actor multifacético Víctor Elías.
Con motivo del regreso temporal del grupo y para que los fans tengan más facilidad para acceder a la venta de entradas, han abierto una nueva web oficial, www.loscanosoficial.com

## Discografía

### Álbumes de estudio
| Fecha de lanzamiento | Álbum               | Discográfica  | Posición en lista | Certificación |
| Fecha de lanzamiento | Álbum               | Discográfica  | España            | Certificación |
| -------------------- | ------------------- | ------------- | ----------------- | ------------- |
| 2000                 | Los Caños           | Pep's Records | 1                 | 2×            |
| 2002                 | Agua de Luna        | Pep's Records | 23                | [ 3 ]         |
| 2003                 | Los locos somos así | Pep's Records | 23                | [ 4 ]         |

### Álbumes recopilatorios
| Fecha de lanzamiento | Álbum                 | Discográfica  | Posición en lista | Certificación |
| Fecha de lanzamiento | Álbum                 | Discográfica  | España            | Certificación |
| -------------------- | --------------------- | ------------- | ----------------- | ------------- |
| 2005                 | Lo mejor de Los Caños | Pep's Records | 27                |               |

### Sencillos en lista
| Fecha de lanzamiento | Sencillo            | Discográfica  | Posición en lista | Certificación |
| Fecha de lanzamiento | Sencillo            | Discográfica  | España            | Certificación |
| -------------------- | ------------------- | ------------- | ----------------- | ------------- |
| 2000                 | «Niña Piensa en tí» | Pep's Records | 5                 |               |